# Voice of the Heroes
Voice of the Heroes è un singolo dei rapper statunitensi Lil Baby e Lil Durk, pubblicato il 31 maggio 2021 come primo estratto dall'album collaborativo The Voice of the Heroes.

## Descrizione
Nel brano, i due rapper parlano della loro carriera e la celebrano, e citano anche la loro "inevitabile responsabilità verso gli amici e la famiglia con cui sono cresciuti".  Lil Durk riflette la sua vita nell'ultimo anno, mentre Lil Baby parla della sua ascesa nella scena del rap. Il coro spiega che Lil Durk è "the Voice" (la voce) e Lil Baby è "the Hero" (l'eroe).

## Tracce
Testi e musiche di Dominique Jones, Durk Banks, Trenton Turner ed Ethan Hayes.
1. Voice of the Heroes – 3:29

## Video musicale
Il video musicale, diretto da Daps e girato ad Atlanta, è stato pubblicato in concomitanza con l'uscita del brano sul canale YouTube di Lil Baby.

## Classifiche
| Classifica (2021) | Posizione massima |
| ----------------- | ----------------- |
| Canada            | 43                |
| Irlanda           | 98                |
| Regno Unito       | 62                |
| Stati Uniti       | 21                |